# Michał Jekiel
Michał Jekiel (ur. 22 marca 1910 w Tarnowie, zm. 15 sierpnia 2005 w Szwajcarii) – polski działacz sportowy, związany głównie z kolarstwem.

## Życiorys
W młodości pracował jako robotnik. Walczył w kampanii wrześniowej, następnie prowadził przedsiębiorstwo metalurgiczne w Drohobyczu. Od 1941 służył w Armii Czerwonej (ukończył Szkołę Oficerską w Riazaniu w 1943), później w I Armii WP. Pozostał w armii po wojnie, w 1952 został przeniesiony do rezerwy w stopniu pułkownika.
Zasiadał w zarządzie Polskiego Związku Kolarskiego (PZKol), otrzymał tytuły honorowego sędziego i honorowego prezesa tej organizacji; współorganizował pierwsze edycje Wyścigu Pokoju. Od 1954 był delegatem PZKol na kongresy Międzynarodowej Unii Kolarskiej (UCI). W latach 1952–1969 pełnił funkcję zastępcy przewodniczącego Głównego Komitetu Kultury Fizycznej (następnie Głównego Komitetu Kultury Fizycznej i Turystyki).
Pełnił szereg wysokich funkcji w UCI. Od 1956 był członkiem Dyrektoriatu UCI, w latach 1965–1969 wiceprezesem, 1969–1992 sekretarzem generalnym. Był również wiceprezesem Międzynarodowej Amatorskiej Federacji Kolarskiej. Redagował organ UCI "Monde Cyclisme", opracowywał regulaminy sędziowskie oraz kierował komisją egzaminacyjną sędziów UCI. W uznaniu wieloletnich zasług otrzymał w 1993 tytuł honorowego sekretarza generalnego UCI.
Był współautorem konwencji ONZ o ochronie igrzysk olimpijskich, redagował międzynarodowy słownik terminologii kolarskiej (w pięciu językach).
Ponadto otrzymał m.in. tytuł honorowego prezesa Polskiego Zrzeszenia Hoteli (1968). Posiadał wiele odznaczeń państwowych i bojowych, m.in. Krzyż Kawalerski, Oficerski i Komandorski Orderu Odrodzenia Polski, Krzyż Srebrny Orderu Virtuti Militari, Krzyż Grunwaldu III klasy, Order Sztandaru Pracy II klasy, odznaki Zasłużonego Działacza Kultury Fizycznej, Zasłużonego Działacza Turystyki, Złotą Odznakę miasta Poznania, Złotą odznakę honorową "Za Zasługi dla Warszawy" (1965), odznakę "Za zasługi w rozwoju województwa katowickiego", radziecki Order Czerwonej Gwiazdy oraz Krzyż Wojenny Czechosłowacki 1939. Posiadał honorowe obywatelstwo Czaplinka (1966).
W latach 1948–1990 należał do PZPR.